# 岸竜之介
岸 竜之介（きし りゅうのすけ、1995年3月8日 - ）は、長崎放送（NBC）のアナウンサーである。

## 人物・来歴
長崎県長崎市出身、長崎県立長崎西高等学校から立教大学社会学部卒業後、2017年に長崎放送に入社。同局の男性新人アナウンサーは2009年の國枝政晃以来8年ぶりで、入社当時は同局の男性アナウンサー唯一の平成生まれだった。
特技は野球で、大学時代は立教大学野球部に投手として所属していた。同期には澤田圭佑、田村伊知郎の両投手がいた。

## 現在の担当番組
テレビ
- Pint（キャスター）
- THE TIME,（長崎エリア中継担当）
- NBCニュース

ラジオ
- NBCニュース

## 過去の担当番組
テレビ
- げなパネ!（2017年4月 - 2021年3月）
- あっぷる（2019年4月 - 2020年3月）

ラジオ
- あさかラ!（2020年4月 - 2021年3月）